# Agathidium varians
Agathidium varians es una especie de escarabajo del género Agathidium, tribu Agathidiini, familia Leiodidae. Fue descrita científicamente por Beck en 1817.
Se distribuye por Suecia, Alemania, Reino Unido de Gran Bretaña e Irlanda del Norte, Francia, Noruega, Países Bajos, Austria, Luxemburgo, Polonia, Dinamarca, Italia, Estonia, Bélgica, Croacia, Bosnia y Herzegovina, Rumania, Suiza, España y Montenegro. La especie se mantiene activa durante todos los meses del año.